# Білогірська селищна рада
Білогі́рська се́лищна ра́да — адміністративно-територіальна одиниця та орган місцевого самоврядування в Шепетівському районі Хмельницької області. Адміністративний центр — селище міського типу Білогір'я. У 2018 році на основі селищної ради і деяких сільських рад було створено Білогірську селищну громаду.

## Загальні відомості
Білогірська селищна рада утворена в 1921 році.
- Населення ради: 6 274 осіб (станом на 2011 рік)
- Територія ради: 56,01 км²
- Середня щільність населення: 112,02 осіб/км²
- Загальна площа населених пунктів: 11,1444 км²
- Середня щільність населення у населених пунктах: 562,97 осіб/км²
- Територією ради протікає річка Горинь

## Населені пункти
Селищній раді підпорядковані населені пункти:
- смт Білогір'я
- с. Карасиха
- с. Закіт
- с. Тростянка
- с. Українка

## Склад ради
Рада складається з 30 депутатів та голови.
- Голова ради: Денисюк Анатолій Іванович
- Секретар ради: Поліщук Віктор Володимирович

### Керівний склад попередніх скликань
| Прізвище, ім'я, по батькові | Основні відомості                                                        | Дата обрання | Дата звільнення |
| --------------------------- | ------------------------------------------------------------------------ | ------------ | --------------- |
| Бащук Юрій Федорович        | Селищний голова, 1975 року народження                                    | 26.03.2006   | 21.07.2009      |
| Денисюк Анатолій Іванович   | Селищний голова, 1968 року народження, освіта вища, член Народної партії | 20.06.2010   | 31.10.2010      |
| Денисюк Анатолій Іванович   | Селищний голова, 1968 року народження, освіта вища, член Партії регіонів | 31.10.2010   |                 |

Примітка: таблиця складена за даними сайту Верховної Ради України

### Депутати
За результатами місцевих виборів 2010 року депутатами ради стали:

#### За суб'єктами висування
| Суб'єкт висування             | Кількість обраних депутатів | %    |
| ----------------------------- | --------------------------- | ---- |
| Народна партія                | 12                          | 40   |
| Самовисування                 | 10                          | 33,3 |
| Єдиний Центр                  | 7                           | 23,3 |
| Політична партія «Фронт Змін» | 1                           | 3,3  |

#### За округами
| № округу                      | Прізвище, ім'я, по батькові      | Дата визнання обраним | Освіта             | Партійна приналежність                        | Відомості про обраного депутата                                                                 |
| ----------------------------- | -------------------------------- | --------------------- | ------------------ | --------------------------------------------- | ----------------------------------------------------------------------------------------------- |
| Єдиний Центр                  |                                  |                       |                    |                                               |                                                                                                 |
| 4                             | Мельник Юрій Сергійович          | 01.11.2010            | середня            | позапартійний                                 | Білогірське лісництво, звалювальник лісу                                                        |
| 6                             | Гурський Анатолій Олександрович  | 01.11.2010            | середня спеціальна | позапартійний                                 | пенсіонер                                                                                       |
| 15                            | Бартосевич Сергій Геннадійович   | 01.11.2010            | вища               | позапартійний                                 | тимчасово не працює                                                                             |
| 17                            | Смольський Михайло Володимирович | 01.11.2010            | середня спеціальна | член Єдиного Центру                           | Білогірське лісництво, мисливствознавець                                                        |
| 21                            | Дияк Роман Францович             | 01.11.2010            | вища               | член Єдиного Центру                           | приватний підприємець                                                                           |
| 27                            | Пастернак Олег Ананійович        | 01.11.2010            | вища               | позапартійний                                 | ТОВ «Білогір'ямолокопродукт», завідувач складу                                                  |
| 30                            | Семенюк Микола Володимирович     | 01.11.2010            | середня спеціальна | член Єдиного Центру                           | тимчасово не працює                                                                             |
| Народна Партія                |                                  |                       |                    |                                               |                                                                                                 |
| 1                             | Рачок Василь Володимирович       | 01.11.2010            | середня спеціальна | член Народної партії                          | Білогірська ЦРЛ, фельдшер швидкої допомоги                                                      |
| 2                             | Узлюк Ігор Миколайович           | 01.11.2010            | вища               | член Народної партії                          | Білогірський ЦЕЗ № 15, інженер електрозв'язку                                                   |
| 3                             | Мандзюк Раїса Олексіївна         | 01.11.2010            | вища               | член Народної партії                          | Відділ освіти, методист райметодкабінету                                                        |
| 5                             | Юрчук Олександр Петрович         | 01.11.2010            | середня            | член Народної партії                          | Білогірський ЦЕЗ № 15, електромонтер лінійних споруд та радіомовлення                           |
| 8                             | Панчоха Микола Петрович          | 01.11.2010            | вища               | член Народної партії                          | тимчасово не працює                                                                             |
| 9                             | Бараболя Віталій Дмитрович       | 01.11.2010            | вища               | член Народної партії                          | Білогірська ЦРЛ, лікар-ординатор                                                                |
| 13                            | Аньол Тетяна Олексіївна          | 01.11.2010            | вища               | член Народної партії                          | ТОВ «Діалог», директор                                                                          |
| 18                            | Шпорт Ігор Васильович            | 01.11.2010            | вища               | член Народної партії                          | Ветеринарне управління, головний спеціаліст управління ветеринарної медицини                    |
| 20                            | Крижанський Петро Вікторович     | 01.11.2010            | вища               | член Народної партії                          | Держкомзем, спеціаліст відділу Держкомзему                                                      |
| 22                            | Костенко Микола Володимирович    | 01.11.2010            | вища               | член Народної партії                          | приватний підприємець                                                                           |
| 23                            | Кальній Дмитро Васильович        | 01.11.2010            | середня спеціальна | член Народної партії                          | Залізнична станція «Суховоля», начальник станції                                                |
| 25                            | Галайда Тетяна Дмитрівна         | 01.11.2010            | вища               | член Народної партії                          | ВАТ «Укртелеком», начальник дільниці продажу послуг                                             |
| Політична партія «Фронт Змін» |                                  |                       |                    |                                               |                                                                                                 |
| 29                            | Чевелюк Василь Вікторович        | 01.11.2010            | середня спеціальна | член Політичної партії «Фронт Змін»           | Тернопільська ЛВУМб, обхідник лінійний                                                          |
| Самовисування                 |                                  |                       |                    |                                               |                                                                                                 |
| 7                             | Красовський Сергій Миколайович   | 01.11.2010            | незакінчена вища   | член Політичної партії «Наша Україна»         | тимчасово не працює                                                                             |
| 10                            | Хоменко Микола Павлович          | 01.11.2010            | вища               | позапартійний                                 | Районний будинок культури, директор                                                             |
| 11                            | Дарун Василь Віталійович         | 01.11.2010            | вища               | член Всеукраїнського об'єднання «Батьківщина» | Білогірська селищна рада, секретар                                                              |
| 12                            | Бондар Ірина Олександрівна       | 01.11.2010            | вища               | член Партії регіонів                          | тимчасово не працює                                                                             |
| 14                            | Бараболя Юрій Дмитрович          | 01.11.2010            | вища               | позапартійний                                 | «Поділля елеватор», генеральний директор                                                        |
| 16                            | Гнот Валентин Іванович           | 01.11.2010            | вища               | член Політичної партії «Наша Україна»         | Білогірський навчально-виховний комплекс, вчитель                                               |
| 19                            | Поліщук Віктор Володимирович     | 01.11.2010            | вища               | позапартійний                                 | Управління праці та соціального захисту населення, начальник відділу                            |
| 24                            | Валігура Тетяна Миколаївна       | 01.11.2010            | вища               | член Всеукраїнського об'єднання «Батьківщина» | Відділ районної ради, начальник загального юридичного відділу виконавчого апарату районної ради |
| 26                            | Кузьмук Олена Адамівна           | 01.11.2010            | вища               | позапартійна                                  | приватний підприємець                                                                           |
| 28                            | Оцалюк Василь Миколайович        | 01.11.2010            | вища               | позапартійний                                 | фермерське господарство «Райз», голова                                                          |